# Vidochov
Vidochov település Csehországban, a Jičíni járásban. Vidochov Horka u Staré Paky, Čistá u Horek, Levínská Olešnice, Nová Paka, Pecka és Borovnice településekkel határos. Lakosainak száma 363 fő (2024. január 1.).

## Népesség
A település lakosságának változását az alábbi diagram mutatja:
| Lakosok száma | 1449 | 1396 | 1032 | 575  | 394  | 342  | 384  | 393  | 352  | 363  |
|               | 1869 | 1890 | 1921 | 1950 | 1980 | 2001 | 2017 | 2019 | 2022 | 2024 |